# Zamarada collarti
Zamarada collarti là một loài bướm đêm trong họ Geometridae.